# Ferenc Budai
Ferenc Budai (Pér, 8 de outubro de 1760 - Debrecen, 26 de setembro de 1802) foi um teólogo protestante, lexicógrafo e erudito húngaro. Ele era o irmão do lexicógrafo húngaro Ézsaiás Budai (1760-1841).